# Улица Раисы Окипной (Киев)
Улица Раисы Окипной (укр. Вулиця Раїси Окіпної) — улица в Днепровском районе города Киева. Пролегает от Броварского проспекта до моста через Русановский канал, который продлевает Русановская набережная, исторически сложившаяся местности (районы) Никольская слободка и Левобережный жилой массив.
Примыкает улица Флоренции.
В южном направлении улицу продлевает Русановская набережная.

## История
Ярмарочная улица возникла в начале 20 века.
Новая улица в Дарницком районе была проложена на месте ликвидированной застройки села Никольская слободка. В 1970-е годы застраивалась непарная сторона улицы, в 2000-е годы — парная сторона.
20 июля 1965 года улица получила современное название — в честь украинской советской актрисы Раисы Николаевны Окипной, согласно Решению исполнительного комитета Киевского городского совета депутатов трудящихся № 1270 «Про наименование и переименование улиц и площадей г. Киева» («Про найменування та перейменування вулиць і площ м. Києва»).
В связи с перепланированием улиц, 27 декабря 1971 года Ярмарочная улица была ликвидирована, согласно Решению исполнительного комитета Киевского городского совета депутатов трудящихся № 2061.

## Застройка
Улица пролегает в северном направлении. Наряду с улицей Митрополита Андрея Шептицкого, является основной улицей Левобережного жилмассива. Улица имеет по два ряда движения в обе стороны.
Улица Раисы Окипной с улицей Евгения Сверстюка образовывают площадь Сергея Набоки.
Парная и непарная стороны улицы заняты многоэтажной жилой застройкой и учреждениями обслуживания.
Учреждения:
1. дом № 2 — гостиница Турист
2. дом № 3 — психоневрологический диспансер, дневной стационар № 1
3. дом № 6 — школа № 128